# Mário Rui
Mário Rui Silva Duarte, född 27 maj 1991, mer känd som Mário Rui, är en portugisisk fotbollsspelare som spelar som vänsterback för den italienska klubben Napoli.